# Отряскин, Андрей
Андрей Отряскин (род. 15 мая 1963, Калининская область) — советский и российский гитарист, автор песен, основатель и лидер группы «Джунгли».

## Биография
В 1980 году окончил школу, после чего поступил в Педагогический институт имени Герцена, интересовался музыкальными новинками.
В 1981 году для реализации собственных музыкальных идей, собрал группу в которой выступал в качестве певца и гитариста. Помимо него в группу вошли Владислав Шапиро (бас, клавишные) и Алексей Мурашов (барабаны). К началу 1982 года группа получила название Джунгли. В дальнейшем она постоянно претерпевала претерпевала изменения в составе и стиле, а Отряскин оставался её единственным постоянным участником.
Уже тогда Отряскин говорил, что влияние на него оказали Питер Гэбриэл, Роберт Фрипп, King Crimson, Oregon, музыка Пендерецкого. По его воспоминаниям «Существуя внутри рока, мы хотели делать другую, свою музыку. Когда ты молодой, тебе хочется покорить мир и никаких ограничений для творчества ты не видишь. Бывало, что некоторые уходили с наших концертов, но люди уходят с любых концертов. А такого, чтобы кто-то кричал: „Рок давай!“, не было. Энергетика, с которой мы подавали нашу музыку, была, скорее, роковой: много напора. И люди начинали вслушиваться».
В 1984 году группа с успехом выступила на II фестивале ленинградского рок-клуба с программой стержнем которой стали инструментальные пьесы Отряскина и поэзия Ильи Бояшова. Сложные размеры, диссонирующие звуки всевозможных металлоконструкций, жесткая гитара и упругий бас явились основанием того, что «Джунгли» безоговорочно стали лауреатами фестиваля, их песня Музыка была названа в числе лучших номеров, а сам Отряскин признан (наряду с Александром Ляпиным) лучшим гитаристом.
В этот период высокий профессионализм и независимое музыкальное мышление обусловили высокий спрос на музыкантов «Джунгли» как на сессионный музыкантов; сам Отряскин весной-летом 1985 играл с «Аквариумом», а в 1986 с «Алисой», в начале 1987 года — в группе Луна, весной 1987 года выступил с экспериментальной группой «Охота романтических их».
Хотя весной 1986 года «Джунгли» стали лауреатами 4-го фестиваля клуба, а на следующем, 5-м фестивале (1987) получили специальный приз «За музыку», той же осенью Отряскин, ощущая опасность того, что группу растаскивают по частям, решился на её кардинальную реорганизацию.
В 1987 году музыка группы становилась все более камерной, импрессионистской, испытав воздействие «стиля ECM», фирмы западногерманского звукорежиссёра Манфреда Айхера, который нашел собственную формулу соединения этнической, джазовой и популярной музыки.
К 1991 году деятельность группы практически прекратилась, и Отряскин, захваченный идеями музыкального самообразования, нацелился на Запад. В мае 1991 году он в последний раз выступил в Ленинграде в трио с Рубановым и известным новоджазовым контрабасистом Владимиром Волковым (дуэт «Гайворонский-Волков»), после чего отправился в США. Поселился в Сиэтле, где преподавал в школе, занимаясь музыкой как хобби.